# Адам Тарло (воєвода)
Адам Тарло гербу Топор (пол. Adam Tarło herbu Topór; 1713 — 14 березня 1744, Варшава) — польський шляхтич, воєвода люблінський (з 1736) та смоленський, староста ясельський, дрогобицький, долинський, злоторийський, зволенський, маршалок Дзіковської конфедерації, маршалок Трибуналу Скарбового Коронного (1737), прибічник короля Станіслава І Лещинського, лідер опозиції до короля Августа ІІІ.
Представник шляхетського роду Тарлів гербу Топор.

## Життєпис
Належав до одного з найвпливовіших родів Польщі, син великого коронного кухмістра Станіслава Тарла (? — 1721) і його дружини Анни Тарло (? — 1751) — доньки гощинського старости Казимира Тарло і Франціски-Людовики Вишневецької.
У віці 18 років став панцерним ротмістром і депутатом до Головного Коронного Трибуналу. Був послом на сеймі 1737 року, також був присутнім на конвокаційному та елекційному сеймах. В 1733 підписав елекцію (обрання) новим королем Станіслава І Лещинського. В часи існування Дзіковської конфедерації виконував повноваження генерального маршалка, одночасно будучи маршалком Сандомирського воєводства. Вибір його генеральним маршалком конфедерації він завдячував своєму знатному родичеві — великому підстолію литовському Янові Тарлові. У Війні за польську спадщину 1733—1735 років підтримував Станіслава І Лещинського.
Після конфедерації прагнув стати маршалком пацифікаційного сейму, однак на цю посаду було обрано Вацлава Петра Жевуського. Натомість в 1736 році отримав посаду люблінського воєводи, а в 1737 обраний маршалком Коронного Скарбового Трибуналу. В 1738—1741 роках перебував на військовій службі в Франції, де в нього виник конфлікт з Казимиром Понятовським, а після повернення до Речі Посполитої в нього загострились стосунки з усією «Фамілією», наймогутнішою придворною партією Речі Посполитої. Причиною виникнення конфлікту стала Анна Любомирська, коханка Адама Тарла. На цьому тлі у Адама Тарла загострились також стосунки з Казимиром Понятовським, з яким справа дійшла до повноцінного поєдинку під час балу в маршалка великого коронного Францішка Бєлінського, на якому Тарло зумів убити коня під Понятовським та визнати свою перемогу. В листопаді 1743 року Тарло звинуватив Чорторийських в розповсюдженні наклепу на свою адресу. Звинувачення було скеровано в Коронний Трибунал, однак до розслідування так і не дійшло, тому що Адам Тарло загинув на повторному поєдинку з Казимиром Понятовським. Він відбувся через те, що мати Понятовського, уроджена княжна Чорторийська, яка належала до «Фамілії», постійно тиснула на сина, щоби він домігся реваншу за свою поразку на першому поєдинку. Поєдинок відбувся 16 березня 1744 року в Варшаві, за присутності великої кількості прихильників і слуг Чорторийських. Відомо, що смертельного удару Тарлові завдав не сам Понятовський, а один з його прихильників, майор саксонської служби на прізвище Корф. Таке підступне вбивство знаного в державі шляхтича векликало обурення малопольської шляхти, що була противником «Фамілії», в країні мало не дійшло до нової громадянської війни.

### Сім'я
Дружина — вдова гетьмана польного коронного Станіслава Хоментовського Дорота з Тарлів (пом. 1756), донька коронного підканцлера Кароля Тарла та Софії Пшоняк. Дітей не мали.